# Sokileț, Kozeatîn
Sokileț (în ucraineană Сокілець) este localitatea de reședință a comunei Sokileț din raionul Kozeatîn, regiunea Vinnița, Ucraina.

## Demografie
Componența lingvistică a localității Sokileț
     Ucraineană (98,33%)
     Rusă (1,3%)
     Alte limbi (0,38%)
Conform recensământului din 2001, majoritatea populației localității Sokileț era vorbitoare de ucraineană (98,33%), existând în minoritate și vorbitori de rusă (1,3%).